# بئرمعلم (شبام)
'

تعديل مصدري - تعديل

بئرمعلم هي إحدى قرى عزلة شبام بمديرية شبام التابعة لمحافظة حضرموت، بلغ تعداد سكانها 37 نسمة حسب تعداد اليمن لعام 2004.